# Guillaume Pley
Guillaume Pley, né le 26 juillet 1985 à Sainte-Adresse (Seine-Maritime), est un vidéaste, animateur de radio, de télévision et chroniqueur français.
À la radio, il a animé une émission de libre antenne intitulée Radio libre, successivement sur NRJ Belgique, Fun Radio Belgique et Goom Radio en France. Entre 2013 et 2018, il a animé Guillaume Radio diffusée conjointement sur NRJ France, NRJ Belgique et NRJ Suisse.
À la télévision, dans le groupe M6 de 2015 à 2016, il a coprésenté le télé-crochet Rising Star avec Faustine Bollaert puis le divertissement Tout peut arriver avec Jérôme Anthony. Il a également coanimé des concerts consacrés aux trente ans du Top 50, avec plusieurs animateurs et animatrices de M6 et W9. Il fait ensuite partie du groupe Canal+ où, entre 2016 et 2017, il est chroniqueur dans Touche pas à mon poste ! sur C8 durant une saison et aux commandes de l'émission Le Repley de la semaine, le vendredi en deuxième partie de soirée sur CStar.
Il est également connu pour des vidéos à l'humour grossier, notamment à l'époque où il exerce en tant qu'animateur radio sur NRJ (l'une de ses vidéos en caméra cachée, abondamment commentée, lui vaudra des accusations de harcèlement de rue et d'agression sexuelle).

## Biographie

### À la radio

#### Débuts et formation
En 2004, Guillaume Pley commence sa carrière d'animateur radio sur une émission de Radio Clapas, à Montpellier. Parallèlement, il suit une formation d'animateur de télévision et radio à Studio M dans la même ville et prend des cours de théâtre. En plus de ces activités, il est la voix des habillages pub de NRJ Perpignan. En même temps, Happy FM lui confie Le Morning à 6 heures, ainsi qu'un Talk-show à 21 h.

#### NRJ Belgique
Guillaume Pley quitte la France et arrive à Bruxelles dans la commune de Schaerbeek, pour coanimer Les grandes gueules avec Dan et Déborah sur NRJ Belgique d'août à septembre 2008. Parallèlement, il anime La Radio Libre, de 20 h à minuit, toujours sur NRJ Belgique avec Khalid, Lucile et Aymeric jusqu'en juillet 2009.

#### Fun Radio Belgique
En septembre 2009, Guillaume Pley arrive sur Fun Radio Belgique et anime la deuxième saison de son émission Radio Libre, du dimanche au jeudi de 20 h à minuit avec Khalid, Lucile et Tim « le webmaster ». Il s'agit d'une première pour Fun Radio Belgique qui retransmettait jusqu'alors la version française de la libre-antenne.
Il quitte Fun Radio Belgique en janvier 2011 et revient en France animer son émission Radio Libre avec Coralie et Anas (qui partira de lui-même). Il est remplacé après par Julien le stagiaire alias « Big Front » sur le bouquet de radios numériques Goom Radio.

#### NRJ France, NRJ Belgique et NRJ Suisse
Du 11 juillet au 19 août 2011, Guillaume Pley s'installe avec son équipe sur NRJ France, NRJ Belgique et NRJ Suisse pour animer la tranche 21 h-minuit durant l'été avec l'émission Guillaume Radio 2.0. Cette émission est diffusée depuis le 22 août 2011 de minuit à 3 h, du lundi au jeudi, et de 21 h à minuit, le dimanche. Le 15 décembre 2011 à 0 h 15, Guillaume Pley annonce en direct sur NRJ France qu'il remplacera Cauet de 21 h à minuit pendant les deux dimanches des vacances de Noël.
Le vendredi 6 avril 2012, Guillaume Pley annonce qu'il fera une émission de minuit à 6 h du matin le vendredi 20 avril 2012. Entre-temps, il anime aussi une émission au côté de Léo Lanvin : Les « Mecs pas très net » diffusée sur NRJ 12 dans le talk-show de Jean-Marc Morandini : Vous êtes en direct.
Pour son deuxième été consécutif sur NRJ, il anime le 21 h-minuit du lundi au vendredi. Son équipe reste inchangée. Après le 27 août (dernière émission de l'été), Guillaume Pley reprend les tranches minuit-3h et 21 h-minuit le dimanche. Il remplace ensuite Cauet durant les vacances de Noël 2012. Durant l'été 2013, Guillaume Pley et son équipe annoncent qu'ils remplaceront à nouveau Cauet et sa bande entre 21 h et minuit, et ce, à partir du 1er juillet. Mais à partir du 8 juillet 2013, son émission commence désormais à 20 h jusqu'à minuit jusqu'à la rentrée de septembre[pertinence contestée].
Du 24 au 28 février 2014, l'émission de Guillaume Pley est diffusée de 20 h à 2 h en direct sur NRJ, soit six heures d'antenne en direct par jour[pertinence contestée].
À compter du 28 août 2017, le nom de son émission Guillaume Radio 2.0 est raccourci en Guillaume Radio et change d'horaire en étant diffusée de 20 h à 23 h sur NRJ France, Belgique et Suisse, reprenant l'horaire de Cauet.
Le 23 avril 2018, Guillaume Pley annonce qu'il quittera NRJ à la fin de la saison, après quasiment sept ans d'étroite collaboration avec la radio musicale. Le lendemain, la radio indique qu'il est finalement écarté de la radio dès le 27 avril 2018 et remplacé par Aymeric Bonnery[réf. souhaitée].

### À la télévision

#### Premières apparitions
En 2007, en parallèle de ses activités à la radio, Guillaume Pley se lance à la télévision et anime la météo sur une division régionale de la chaîne France 3 à Montpellier.
Guillaume Pley a signé ensuite pour une émission de jeu télévisé sur NRJ 12 prévue[évasif] pour mai 2014. L'émission s'appelle Ce soir on part en vacances. Pendant la semaine de tournage, son émission de radio Guillaume Radio 2.0 ne diffusera que des best-of[réf. nécessaire][pertinence contestée].

#### Groupe M6
En 2014, il coanime pour M6 et W9 plusieurs émissions musicales consacrées au Top 50 : Les 30 ans du Top 50 (volumes 1 et 2) enregistrées au Palais des Sports de Paris avec Jérôme Anthony, Karine Le Marchand, Stéphane Rotenberg, Cristina Cordula, Alex Goude, Valérie Damidot, Faustine Bollaert, Louise Ekland[source insuffisante] et Mac Lesggy, s'ensuivent Les tubes qui font danser ! (volumes 1et 2) et Les 25 tubes les plus chauds avec presque tous les mêmes animateurs.
De septembre à novembre 2014, sur M6, il coanime chaque jeudi soir en première partie de soirée, le télé-crochet Rising Star avec Faustine Bollaert.
 (avril 2023).
 Ensuite, l'animateur se voit confier une nouvelle mission par M6, l'émission Samedi soir à emporter, selon Touche pas à mon poste !. Le programme est une adaptation de l'ancienne émission de Nagui, N'oubliez pas votre brosse à dents. Guillaume Pley ne sera pas seul à l'antenne, en effet, comme dans Rising Star, l'animateur est accompagné d'un ou d'une acolyte[réf. nécessaire].
En février 2015, Guillaume Pley anime en compagnie de Jérôme Anthony l'émission de divertissement Tout peut arriver, tout d'abord diffusée sur M6 puis transférée sur W9 en mars. Fautes d'audiences suffisantes, ces deux émissions sont écourtées. Par ailleurs, l'émission Ce soir on part en vacances prévue pour l'été 2015 sur NRJ12 a été déprogrammée avant même une diffusion par la chaîne.

#### Groupe Canal +
À partir de septembre 2016, il est chroniqueur dans Touche pas à mon poste !, sur C8, où il tient une chronique humoristique. Il apparaît le jour de rentrée de l'émission le 5 septembre et anime tout d'abord Le Top Loose composé d'images délirantes provenant notamment d'Internet et de la télévision étrangère. Une dizaine de jours après, sa nouvelle chronique intitulée Le Repley est consacrée à l'actualité des médias. Vient ensuite On n'a pas que des fanzouzes où il présente les tweets des téléspectateurs contre TPMP (émission, animateur, chroniqueurs) et envoie un complice dans le public pour faire dire aux gens du mal de l'équipe de TPMP ou des invités. Sa dernière chronique a plusieurs noms : Guillaume Pley, La folie de Guillaume Pley. Ses chroniques sont supprimées en janvier 2017 mais il reste chroniqueur occasionnellement (autour de la table durant toute l'émission) jusqu'en juin de la même année[source secondaire souhaitée].
À partir du 21 octobre 2016, il anime l'émission de divertissement Le Repley de la semaine sur CStar le vendredi en deuxième partie de soirée, accompagné des chroniqueuses et chroniqueurs Camille Cerf, Clio Pajczer, John Eledjam et Jean-Yves Espié[source secondaire souhaitée]. La saison se termine en mars 2017, après 19 émissions, sans être renouvelée la saison suivante, faute d'audience.

#### AB 3
Fort de son succès avec 7 à 9 millions de vues par épisode, la chaîne de télévision belge AB3 annonce l'arrivée dans son programme de l'émission « Le QG » présentée par Guillaume Pley et Jimmy Labeeu,. La première diffusion de la deuxième saison a eu lieu le 14 septembre sur la chaine belge, avec comme premier invité, Kev Adams. Les douze premiers épisodes du talk-show diffusés sur YouTube depuis avril 2019, le replay est également disponible sur Auvio (Depuis que AB3 a rejoint la plateforme de streaming à la RTBF[source insuffisante]).

### Sur Internet
En février 2014, l’animateur crée une chaîne YouTube dédiée entièrement aux jeux vidéo. En compagnie de Bertrand Amar, Il teste un nouveau jeu vidéo en direct ou défie une star sur un jeu de son choix. L’émission est un format court, entre 15 et 30 minutes, diffusée chaque semaine exclusivement sur YouTube.

#### Le QG
Le 11 avril 2019, Guillaume Pley lance une nouvelle émission avec le vidéaste belge Jimmy Labeeu, « Le QG ». Elle est diffusée chaque vendredi à 18 h 30 sur la chaîne YouTube de Jimmy Labeeu et Guillaume Pley. Le principe est de recevoir un artiste chaque semaine pour parler de son actualité, faire des séquences amusantes et passer un bon moment, le tout entouré d'un public. Produit par le groupe Webedia, l'émission a reçu plusieurs personnalités, comme l'ancien commando marine Marius ou Louis Saillans, le rappeur Seth Gueko, le vidéaste Michou et Tibo InShape, l'ancien Président de la République François Hollande, ou encore Ahmed Sylla.

#### Legend
Le 31 janvier 2023, Guillaume Pley annonce la création de son propre média numérique, Legend. Le format principal consiste à réaliser des interviews approfondies de personnalités divergentes, allant de célébrités aux figures politiques. Y ont notamment été interrogés le rappeur Maes, l'acteur Philippe Lacheau et l'homme politique Jordan Bardella.

### Vie privée
En juillet 2021, il est victime d’un violent cambriolage à son domicile au cours duquel quatre hommes agressent sa compagne et menacent leur bébé de six mois avec un revolver. Les agresseurs sont condamnés en juillet 2023.

## Œuvres

### Chansons
- 2009 : Le Rap d'Alphonse (produite par Stromae[25])
- 2009 : Pa 2 Rezo (Alias Von Silly Game).
- 2010 : Alors on bande (Alias Stromatiser) (parodie de Alors on danse de Stromae).
- 2010 : J'prends sur moi (Alias Brad Pitto feat. James Deano).
- 2011 : Celui qui bombarde ta ville (parodie de Celui... de Colonel Reyel).
- 2011 : Toxicoco (parodie de Chérie coco de Magic System).
- 2011 : C'est la looze (Alias Major Loozer feat. PZK)
- 2015 : Ça pue comme jamais (parodie de Sapés comme jamais de Maître Gims).

### Filmographie

#### Doublage
- 2016 : L'Âge de glace : Les Lois de l'Univers (voix) mammouth Julian[26].

#### Courts-métrages
En 2015, Guillaume Pley réalise une parodie avec The Walking Dead, afin de fêter le million d'abonnés sur sa chaîne YouTube. Il a ainsi mis en ligne son premier court métrage, intitulé « Walking Dead in Paris ». La réalisation compte de nombreux invités, dont Big Flo & Oli, Seb la Frite et Andy Raconte.
En 2018, Guillaume Pley fête ses 2 millions d'abonnés sur YouTube à travers une parodie nommée « Opération : 2 Millions ! (Casa de Papel) ». Dans ce court-métrage d'une durée de 27 minutes, Guillaume s'est entouré de Pierre Lottin, Rayane Bensetti ou Brahim Zaibat, et certains YouTubeurs comme Andy Raconte et Léa Elui. Le tournage s'est déroulé dans 12 décors différents en 5 jours, et a impliqué plus de 80 personnes sur le tournage, ainsi que, les costumes fidèles aux originaux de la série télévisée espagnole.

#### Acteur
- 2018 : Like me : la fête interdite réalisé par Romuald Boulanger : rôle de DJ Benguigui[29].

### Livres
- Toi t'es tellement con, Livre de poche, 2015  (ISBN 978-2-253-18552-9)
- Toi t'es tellement con, le collector, Livre de poche, 2015  (ISBN 978-2-253-18577-2)

### Jeu de société
- Mempakap ! Guillaume Pley : jeux de société pour adultes de l'entreprise française de jeux et jouets Lansay.

### Participations et apparitions médiatiques
- Guillaume Pley a participé 4 fois au jeu Fort Boyard sur France 2 :
  - en août 2017 dans l'équipe de Samuel Étienne, Gil Alma, Caroline Ithurbide, Vincent Mc Doom et Loup-Denis Elion, au profit de l'Association Petits Princes.
  - en septembre 2018, en compagnie de Tal, Lennikim, Isabelle Morini-Bosc, Isabelle Vitari et Jeanfi Janssens, jouant pour l'Association Asperger Amitié.
  - en juillet 2019, aux côtés de Valérie Damidot, Keen'V, Juan Arbelaez, Anthony Colette et Terence Telle au profit de l’association CéKeDuBonheur.
  - en août 2022, il joue dans l'équipe de Frédérick Bousquet, Alexia Laroche-Joubert, Candice Pascal, Julien Fébreau et Hugo Manos en faveur de Graines de joie.
- En novembre 2017, l'animateur est l'invité de Charlotte Barrillon-Dennebouy et Fred Picard dans l'émission On vous en parle dès maintenant !. Il se confie sur sa carrière[30],[31][pertinence contestée].
- En juin 2018, il est l'invité du quatrième numéro de l'émission du jeu vidéo « JeuxActu »[32].
- Depuis août 2019, il participe ponctuellement au jeu Tout le monde a son mot à dire présenté par Sidonie Bonnec et Olivier Minne et diffusé sur France 2[pertinence contestée].
- En 2020, il est l'animateur du 7e épisode de la série True Story Avec, #MaTrueStory - L'anecdote de Yacine avec Guillaume Pley et Le Rire Jaune !, sur Prime Video[33].

## Polémiques, plagiats et accusations de harcèlement sexuel
Certaines de ses vidéos ont fait polémique, par exemple celle dans laquelle il est filmé en train de forcer des inconnues à l'embrasser.

### Octobre 2013: Vidéo mettant en scène du harcèlement de rue
Le 16 octobre 2013, il met en ligne une vidéo intitulée Comment embrasser une inconnue en 10 secondes !, dans laquelle il aborde des inconnues dans la rue et les embrasse, parfois par surprise sans leur consentement. Certaines femmes expriment le dégoût et une d'entre elles s'enfuit en courant. Cette vidéo suscite l'indignation de nombreux internautes et médias, comme le magazine féministe MadmoiZelle.com qui, dans un article intitulé « Guillaume Pley, l'agresseur aux millions de vues » publié le 21 octobre 2013, y voit des actes d'agression sexuelle et un signal tendant à banaliser le harcèlement de rue auprès des jeunes (lesquels constituent la majorité du public de Guillaume Pley),.
Aucune plainte n’a été déposée. Guillaume Pley s'est défendu en précisant qu’il s’agissait d’une parodie de caméras cachées américaines et n’avait pas vocation à être diffusée telle quelle,. Guillaume Pley s'est également expliqué lors de son émission du 21 octobre 2013 et a déconseillé à ses auditeurs de reproduire les agressions montrées dans la vidéo chez [eux] tout en se contredisant : il a indiqué qu'il lui semblait logique, au moment de la réalisation de la vidéo, que ce n'était pas quelque chose à reproduire, alors même qu'il avait appelé ses auditeurs à faire de même sur le réseau social Facebook. Il n'a cependant abordé à aucun moment la question des représentations des femmes et du harcèlement, ou de l'agression, que sa vidéo représente.

### Guillaume Radio 2.0: messages insultants et propos tenus à l'antenne
Selon le rapport publié le 26 juin 2013, le Conseil supérieur de l'audiovisuel a mis en garde NRJ à la suite de la diffusion, le 5 juin 2012, de l'émission Guillaume Radio 2.0 au cours de laquelle l’animateur a lu à l’antenne des messages insultants à l'encontre d'un auditeur. Cette pratique méconnait les dispositions prévues, dans la convention de la station, par l’article 2-6 relatif aux droits de la personne et par l’article 2-10 sur la maîtrise de l’antenne.
Le rapport du CSA publié le 21 mars 2017 a mis en garde NRJ à la suite de l'émission du 8 novembre 2016. Alerté sur le thème de l'émission, « Les histoires marrantes avec de la drogue », et après examen, le conseil a considéré que sa diffusion contrevenait à plusieurs obligations qui s’imposent à la radio NRJ. En effet, la convention de la radio NRJ prévoit que « Le titulaire est responsable du contenu des émissions qu’il programme » (art. 2-1) et que celui-ci doit veiller « à ne pas inciter à des pratiques ou comportements délinquants ou inciviques » (art. 2-4).

### Avril 2023: vol de contenu et comportements toxiques
Le 9 avril 2023, Pascal Soetens de l’émission Pascal, le grand frère dévoile sur le plateau de tournage d'une vidéo du vidéaste Darko candidat de la saison 10 de Secret Story que Guillaume Pley lui « aurait volé le nom de son émission » Le QG et « n'aurait pas tenu la promesse de l'inviter sur le plateau » du QG. 
La vidéo s'affiche rapidement dans les tendances et fait plus de 400 000 visionnages,.
Dans la même journée, Jean-Marc Nichanian alias JM, l'assistant de Pley lorsqu'il travaillait sur NRJ, révèle sur le même plateau de tournage qu'il aurait été « mis à l'écart par Pley car il ne s'était pas rendu au travail, au lendemain de l'enterrement de sa grand-mère, et ce malgré l'avoir prévenu ».
L'animateur de radio Aymeric Bonnery, déclare de son côté : « Guillaume Pley, c'est un type qui ne respecte pas les petites gens ».
À la suite des accusations des vidéastes, de nombreux témoignages émergent sur les réseaux sociaux. Plusieurs anciens collaborateurs et stagiaires qui ont travaillé pour Guillaume Pley l'accusent de harcèlement moral et de manipulation.
Le 10 avril 2023, Fabien David, ancien stagiaire de Pley ayant par la suite rejoint France Bleu, l'accuse sur le réseau social Twitter d'avoir couvert les actes misogynes d'un de ses collaborateurs.
Le 12 avril 2023, à la suite d'autres accusations, Guillaume Pley dévoile une lettre de mise en garde sur les réseaux sociaux. L'animateur « se réserve le droit de saisir les juridictions répressives pour faire valoir ses droits » contre les auteurs des témoignages et « de manière générale contre toute personne relayant ou commentant ces allégations mensongères »,.
Le jour même, Yannick Vinel, un ancien collaborateur de Pley devenu par la suite producteur, dénonce sur TPMP « l'acharnement » que lui a fait subir l’animateur après « une séquence ratée » et des remarques tout aussi dégradantes moralement que physiquement, après quoi l’invité a fini par fondre en larmes.
Il livre aussi une description bien contrastée de l'animateur entre l’image médiatisée et adulée par ses fans et celle des témoignages à charge existants et avance « qu’avec ses petites équipes, c’était dur » .